# Mosteirinho
Mosteirinho é uma povoação portuguesa do Município de Tondela que foi sede da extinta Freguesia de Mosteirinho, freguesia que tinha 18,88 km² de área e 217 habitantes (2011), e, por isso, uma densidade populacional de 11,5 hab/km².
Com a reorganização administrativa de 2012, a Freguesia de Mosteirinho foi agregada à Freguesia de São João do Monte para criar a União das Freguesias de São João do Monte e Mosteirinho.

## População
| População da freguesia de Mosteirinho | População da freguesia de Mosteirinho | População da freguesia de Mosteirinho | População da freguesia de Mosteirinho | População da freguesia de Mosteirinho | População da freguesia de Mosteirinho | População da freguesia de Mosteirinho | População da freguesia de Mosteirinho | População da freguesia de Mosteirinho | População da freguesia de Mosteirinho | População da freguesia de Mosteirinho | População da freguesia de Mosteirinho | População da freguesia de Mosteirinho | População da freguesia de Mosteirinho | População da freguesia de Mosteirinho |
| ------------------------------------- | ------------------------------------- | ------------------------------------- | ------------------------------------- | ------------------------------------- | ------------------------------------- | ------------------------------------- | ------------------------------------- | ------------------------------------- | ------------------------------------- | ------------------------------------- | ------------------------------------- | ------------------------------------- | ------------------------------------- | ------------------------------------- |
| 1864                                  | 1878                                  | 1890                                  | 1900                                  | 1911                                  | 1920                                  | 1930                                  | 1940                                  | 1950                                  | 1960                                  | 1970                                  | 1981                                  | 1991                                  | 2001                                  | 2011                                  |
| 284                                   | 309                                   | 331                                   | 337                                   | 348                                   | 385                                   | 470                                   | 431                                   | 468                                   | 386                                   | 329                                   | 297                                   | 244                                   | 223                                   | 217                                   |

| Distribuição da População por Grupos Etários | Distribuição da População por Grupos Etários | Distribuição da População por Grupos Etários | Distribuição da População por Grupos Etários | Distribuição da População por Grupos Etários | Distribuição da População por Grupos Etários | Distribuição da População por Grupos Etários | Distribuição da População por Grupos Etários | Distribuição da População por Grupos Etários | Distribuição da População por Grupos Etários |
| -------------------------------------------- | -------------------------------------------- | -------------------------------------------- | -------------------------------------------- | -------------------------------------------- | -------------------------------------------- | -------------------------------------------- | -------------------------------------------- | -------------------------------------------- | -------------------------------------------- |
| Ano                                          | 0-14 Anos                                    | 15-24 Anos                                   | 25-64 Anos                                   | > 65 Anos                                    |                                              | 0-14 Anos                                    | 15-24 Anos                                   | 25-64 Anos                                   | > 65 Anos                                    |
| 2001                                         | 30                                           | 31                                           | 115                                          | 47                                           |                                              | 13,5%                                        | 13,9%                                        | 51,6%                                        | 21,1%                                        |
| 2011                                         | 25                                           | 20                                           | 106                                          | 66                                           |                                              | 11,5%                                        | 9,2%                                         | 48,8%                                        | 30,4%                                        |

Média do País no censo de 2001:  0/14 Anos-16,0%; 15/24 Anos-14,3%; 25/64 Anos-53,4%; 65 e mais Anos-16,4%
Média do País no censo de 2011:   0/14 Anos-14,9%; 15/24 Anos-10,9%; 25/64 Anos-55,2%; 65 e mais Anos-19,0%

## Património
- Igreja de Nossa Senhora da Natividade (matriz)
- Capelas do Malhapão e de Nossa Senhora dos Remédios
- Lugar do Boi
- Núcleo de moinhos